# Neuf Sages de Disney

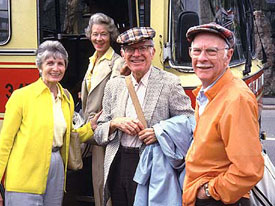
Deux des « 9 sages », les animateurs Frank Thomas (au milieu) avec son meilleur ami Ollie Johnston et leurs femmes, en visite à Helsinki

Les Neuf Sages de Disney (Nine Old Men) constituaient le noyau dur des animateurs Disney. Ils réalisèrent la plupart des chefs-d'œuvre des studios Disney du premier âge d'or, de Blanche-Neige et les Sept Nains (1937) aux Aventures de Bernard et Bianca (1977). 

## Le groupe
Le surnom du groupe a été trouvé par Walt Disney lui-même en référence aux neuf juges de la Cour suprême des États-Unis de Franklin D. Roosevelt, et ce, bien que les animateurs ne soient âgés à l'époque que de 30 ou 40 ans. Roosevelt déclara à la fin des années 1930 que les « neuf vieux sages [de la cour suprême] étaient trop âgés pour reconnaître une idée neuve », idée devant sortir les États-Unis de la Dépression mais jugée inconstitutionnelle.
Ce groupe se composait de :
| Nom                                      | Naissance        | Décès             | Date d'entrée chez Disney |
| ---------------------------------------- | ---------------- | ----------------- | ------------------------- |
| Les Clark                                | 17 novembre 1907 | 12 septembre 1979 | 1927                      |
| Eric Larson                              | 3 septembre 1905 | 25 octobre 1988   | 1933                      |
| Franklin dit « Frank » Thomas            | 5 septembre 1912 | 8 septembre 2004  | 1934                      |
| Ward Walrath Kimball                     | 4 mars 1914      | 5 juillet 2002    | 1934                      |
| Milton Erwin dit « Milt » Kahl           | 22 mars 1909     | 19 avril 1987     | 1934                      |
| Oliver Martin dit « Ollie » Johnston Jr. | 31 octobre 1912  | 14 avril 2008     | 1935                      |
| Wolfgang dit « Woolie » Reitherman       | 26 juin 1909     | 22 mai 1985       | 1935                      |
| John Lounsbery                           | 9 mars 1911      | 13 février 1976   | 1935                      |
| Marc Fraser Davis                        | 30 mars 1913     | 12 janvier 2000   | 1935                      |

Marc Davis abandonne l'animation en 1961 pour se consacrer à l'imaginiérie et réalise les personnages audio-animatronics de nombreuses attractions. Ward Kimball arrête l'animation pure en 1971 mais continue à travailler pour Disney sur de nombreux projets : longs-métrages en prises de vues réelles, télévision, attractions…
Lors de la sortie de Robin des Bois en 1973, seuls quatre des Neuf Sages animent encore pour Walt Disney Pictures (Milt Kahl, John Lounsbery, Frank Thomas et Ollie Johnston) mais ils sont encore sept à travailler pour Walt Disney Pictures :
- Wolfgang Reitherman réalise et produit tous les longs métrages après la mort de Walt Disney ;
- Marc Davis s'occupe des animations des parcs à thème Disney :
- Eric Larson prend en charge la formation des futurs talents.

Thomas et Johnston prennent leur retraite en 1978 mais en sortent brièvement pour Le Géant de fer (Warner Bros., 1999) et Les Indestructibles (Pixar, 2004).

## Les principes de base de l'animation
Les Neuf Sages de Disney sont crédités de l'invention des 12 principes de base de l'animation :
1. Squash and Stretch  Cette technique d'animation a pour objectif de rendre une action plus vivante en déformant le sujet. Le Squash correspond à une déformation relative à un écrasement (Une balle en caoutchouc qui après une chute vient s'écraser sur le sol) Tandis que le Stretch correspond à un étirement.
2. Anticipation Technique qui consiste à créer une action introduisant le mouvement principal. (Prendre de l'élan avant un saut). L'anticipation permet aux spectateurs d'anticiper le mouvement principal et de mieux comprendre ce qui va se passer.
3. Staging  Ce principe consiste à faire en sorte qu'une action soit facile à comprendre pour le spectateur. (Pouvoir reconnaître facilement la personnalité d'un personnage ou encore de pouvoir voir et identifier clairement une expression sur un visage)
4. Straight Ahead Action and Pose to Pose (Processus d'animation consistant à travailler l'animation de manière spontanée, animer à l'avancement ou de travailler en pose par pose) ;
5. Follow Through and Overlapping Action (Des actions à différents plans facilement distinguables) ;
6. Slow In and Slow Out Le Slow In est un concept d'animation qui consiste à donner une accélération à une action quand cette dernière débute. Le Slow Out consiste à réaliser l'effet inverse, une décélération du mouvement conduisant à son arrêt ;
7. Arcs (Des mouvements qui suivent des courbes naturelles) ;
8. Secondary Action (Des actions secondaires) ;
9. Timing (Une bonne synchronisation des actions et personnages donnant un rythme) ;
10. Exaggeration (Une exagération des actions et personnages) ;
11. Solid Drawing (Des aplats de couleurs pour les dessins, pour augmenter la lisibilité) ;
12. Appeal (Des personnages charismatiques et attachants).